# Podregion Heinola
Podregion Heinola (fiń. Heinolan seutukunta) – dawny podregion w Finlandii, w regionie Päijät-Häme. Został zlikwidowany w 2010 roku.
W skład podregionu wchodziły gminy:
- Hartola
- Heinola
- Sysmä

W momencie likwidacji podregion zamieszkiwało 28 153 osób.